# (4230) van den Bergh
(4230) van den Bergh es un asteroide que forma parte del cinturón exterior de asteroides y fue descubierto el 19 de septiembre de 1973 por Ingrid van Houten-Groeneveld, Cornelis Johannes van Houten y Tom Gehrels desde el observatorio del Monte Palomar, Estados Unidos.

## Designación y nombre
van den Bergh recibió al principio la designación de 1973 ST1.
Más tarde, en 1991, se nombró en honor del astrónomo canadiense de origen neerlandés Sidney van den Bergh.

## Características orbitales
van den Bergh está situado a una distancia media de 3,947 ua del Sol, pudiendo acercarse hasta 3,422 ua y alejarse hasta 4,472 ua. Tiene una inclinación orbital de 3,098 grados y una excentricidad de 0,1329. Emplea 2864 días en completar una órbita alrededor del Sol.
van den Bergh pertenece al grupo asteroidal de Hilda.

## Características físicas
La magnitud absoluta de van den Bergh es 11,7. Tiene 37,75 km de diámetro y su albedo se estima en 0,0259.